# Seznam dílů seriálu Poldark
Toto je seznam dílů seriálu Poldark.

## Přehled řad
| Řada | Díly | Premiéra v VB     | Premiéra v VB     | Premiéra v ČR     | Premiéra v ČR     |
| Řada | Díly | První díl         | Poslední díl      | První díl         | Poslední díl      |
| ---- | ---- | ----------------- | ----------------- | ----------------- | ----------------- |
| 1    | 8    | 8. března 2015    | 26. dubna 2015    | 8. dubna 2018     | 27. května 2018   |
| 2    | 10   | 4. září 2016      | 6. listopadu 2016 | 3. června 2018    | 5. srpna 2018     |
| 3    | 9    | 11. června 2017   | 6. srpna 2017     | 8. dubna 2019     | 19. dubna 2019    |
| 4    | 8    | 10. června 2018   | 29. července 2018 | 1. prosince 2019  | 19. ledna 2020    |
| 5    | 8    | 14. července 2019 | 26. srpna 2019    | 25. prosince 2020 | 25. prosince 2020 |

## Seznam dílů

### První řada (2015)
| Č. v seriálu | Č. v řadě | Původní název | Režie            | Scénář           | Premiéra v VB   | Premiéra v ČR (Epic Drama) |
| ------------ | --------- | ------------- | ---------------- | ---------------- | --------------- | -------------------------- |
| 1            | 1         | Episode 1     | Ed Bazalgette    | Debbie Horsfield | 8. března 2015  | 8. dubna 2018              |
| 2            | 2         | Episode 2     | Ed Bazalgette    | Debbie Horsfield | 15. března 2015 | 15. dubna 2018             |
| 3            | 3         | Episode 3     | Ed Bazalgette    | Debbie Horsfield | 22. března 2015 | 22. dubna 2018             |
| 4            | 4         | Episode 4     | Ed Bazalgette    | Debbie Horsfield | 29. března 2015 | 29. dubna 2018             |
| 5            | 5         | Episode 5     | William McGregor | Debbie Horsfield | 5. dubna 2015   | 6. května 2018             |
| 6            | 6         | Episode 6     | William McGregor | Debbie Horsfield | 12. dubna 2015  | 13. května 2018            |
| 7            | 7         | Episode 7     | William McGregor | Debbie Horsfield | 19. dubna 2015  | 20. května 2018            |
| 8            | 8         | Episode 8     | William McGregor | Debbie Horsfield | 26. dubna 2015  | 27. května 2018            |

### Druhá řada (2016)
| Č. v seriálu | Č. v řadě | Původní název | Režie          | Scénář           | Premiéra v VB     | Premiéra v ČR (Epic Drama) |
| ------------ | --------- | ------------- | -------------- | ---------------- | ----------------- | -------------------------- |
| 9            | 1         | Episode 1     | Will Sinclair  | Debbie Horsfield | 4. září 2016      | 3. června 2018             |
| 10           | 2         | Episode 2     | Will Sinclair  | Debbie Horsfield | 11. září 2016     | 10. června 2018            |
| 11           | 3         | Episode 3     | Will Sinclair  | Debbie Horsfield | 18. září 2016     | 17. června 2018            |
| 12           | 4         | Episode 4     | Will Sinclair  | Debbie Horsfield | 25. září 2016     | 24. června 2018            |
| 13           | 5         | Episode 5     | Charles Palmer | Debbie Horsfield | 2. října 2016     | 1. července 2018           |
| 14           | 6         | Episode 6     | Charles Palmer | Debbie Horsfield | 9. října 2016     | 8. července 2018           |
| 15           | 7         | Episode 7     | Charles Palmer | Debbie Horsfield | 16. října 2016    | 15. července 2018          |
| 16           | 8         | Episode 8     | Charles Palmer | Debbie Horsfield | 23. října 2016    | 22. července 2018          |
| 17           | 9         | Episode 9     | Richard Senior | Debbie Horsfield | 30. října 2016    | 29. července 2018          |
| 18           | 10        | Episode 10    | Richard Senior | Debbie Horsfield | 6. listopadu 2016 | 5. srpna 2018              |

### Třetí řada (2017)
| Č. v seriálu | Č. v řadě | Původní název | Režie              | Scénář           | Premiéra v VB     | Premiéra v ČR (Epic Drama) |
| ------------ | --------- | ------------- | ------------------ | ---------------- | ----------------- | -------------------------- |
| 19           | 1         | Episode 1     | Joss Agnew         | Debbie Horsfield | 11. června 2017   | 8. dubna 2019              |
| 20           | 2         | Episode 2     | Joss Agnew         | Debbie Horsfield | 18. června 2017   | 9. dubna 2019              |
| 21           | 3         | Episode 3     | Stephen Woolfenden | Debbie Horsfield | 25. června 2017   | 10. dubna 2019             |
| 22           | 4         | Episode 4     | Stephen Woolfenden | Debbie Horsfield | 2. července 2017  | 11. dubna 2019             |
| 23           | 5         | Episode 5     | Stephen Woolfenden | Debbie Horsfield | 9. července 2017  | 15. dubna 2019             |
| 24           | 6         | Episode 6     | Joss Agnew         | Debbie Horsfield | 16. července 2017 | 16. dubna 2019             |
| 25           | 7         | Episode 7     | Joss Agnew         | Debbie Horsfield | 23. července 2017 | 17. dubna 2019             |
| 26           | 8         | Episode 8     | Joss Agnew         | Debbie Horsfield | 30. července 2017 | 18. dubna 2019             |
| 27           | 9         | Episode 9     | Joss Agnew         | Debbie Horsfield | 6. srpna 2017     | 19. dubna 2019             |

### Čtvrtá řada (2018)
| Č. v seriálu | Č. v řadě | Původní název | Režie       | Scénář           | Premiéra v VB     | Premiéra v ČR (Epic Drama) |
| ------------ | --------- | ------------- | ----------- | ---------------- | ----------------- | -------------------------- |
| 28           | 1         | Episode 1     | Joss Agnew  | Debbie Horsfield | 10. června 2018   | 1. prosince 2019           |
| 29           | 2         | Episode 2     | Joss Agnew  | Debbie Horsfield | 17. června 2018   | 8. prosince 2019           |
| 30           | 3         | Episode 3     | Joss Agnew  | Debbie Horsfield | 24. června 2018   | 15. prosince 2019          |
| 31           | 4         | Episode 4     | Brian Kelly | Debbie Horsfield | 1. července 2018  | 22. prosince 2019          |
| 32           | 5         | Episode 5     | Brian Kelly | Debbie Horsfield | 8. července 2018  | 29. prosince 2019          |
| 33           | 6         | Episode 6     | Brian Kelly | Debbie Horsfield | 15. července 2018 | 5. ledna 2020              |
| 34           | 7         | Episode 7     | Joss Agnew  | Debbie Horsfield | 22. července 2018 | 12. ledna 2020             |
| 35           | 8         | Episode 8     | Joss Agnew  | Debbie Horsfield | 29. července 2018 | 19. ledna 2020             |

### Pátá řada (2019)
| Č. v seriálu | Č. v řadě | Původní název | Režie             | Scénář           | Premiéra v VB     | Premiéra v ČR (Epic Drama) |
| ------------ | --------- | ------------- | ----------------- | ---------------- | ----------------- | -------------------------- |
| 36           | 1         | Episode 1     | Sallie Aprahamian | Debbie Horsfield | 14. července 2019 | 25. prosince 2020          |
| 37           | 2         | Episode 2     | Sallie Aprahamian | Debbie Horsfield | 21. července 2019 | 25. prosince 2020          |
| 38           | 3         | Episode 3     | Sallie Aprahamian | Debbie Horsfield | 28. července 2019 | 25. prosince 2020          |
| 39           | 4         | Episode 4     | Justin Molotnikov | Debbie Horsfield | 4. srpna 2019     | 25. prosince 2020          |
| 40           | 5         | Episode 5     | Justin Molotnikov | Debbie Horsfield | 11. srpna 2019    | 25. prosince 2020          |
| 41           | 6         | Episode 6     | Justin Molotnikov | Debbie Horsfield | 18. srpna 2019    | 25. prosince 2020          |
| 42           | 7         | Episode 7     | Sallie Aprahamian | Debbie Horsfield | 25. srpna 2019    | 25. prosince 2020          |
| 43           | 8         | Episode 8     | Sallie Aprahamian | Debbie Horsfield | 26. srpna 2019    | 25. prosince 2020          |